# 帯広市立広陽小学校
帯広市立広陽小学校（おびひろしりつ こうようしょうがっこう）は、北海道帯広市に所在する公立小学校。

## 児童数
- 児童数 - 363人
  - 1年生 - 57人
  - 2年生 - 67人
  - 3年生 - 60人
  - 4年生 - 51人
  - 5年生 - 63人
  - 6年生 - 65人
  - 特別支援学級（内数）- 33人

2019年（令和元年）5月1日現在

## 進学先中学校
- 帯広市立西陵中学校
- 帯広市立帯広第八中学校

2016年（平成28年）5月1日現在